# 蒂姆·亨特
理查德·蒂莫西·亨特爵士，FRS FRSE FMedSci（1943年2月19日—），暱稱蒂姆·亨特（英語：Tim Hunt），英國生物化學家。由於發現調節細胞週期的關鍵蛋白質因子，與利蘭·哈特韋爾和保羅·納斯一同獲頒2001年的諾貝爾生理學或醫學獎。他在海膽的卵子中發現了一種週期性積聚並於細胞週期中途被降解的蛋白質，命名其為週期素。

## 早年生活及教育
亨特父親是於利物浦任古文字學講師的理查德·威廉斯·亨特，其母基特·羅蘭是木材商人之女。他在父母死後發現其父曾在當時是英國廣播公司國際頻道總部的布希大樓工作。雖然亨特並不準確知道其職責，他的工作有可能跟情報有關。1945年，理查德·亨特當上博德利圖書館西方古籍負責人，舉家移居牛津。8歲時，亨特入讀龍校，並因為其德語老師暨神經科學家蓋德·索莫霍夫而對生物學產生興趣。他14歲入讀牛津大學莫德林學院後，上了化學和動物學課程，對科學的興趣愈趨濃厚。
1961年，亨特進入劍橋大學克萊爾學院就讀自然科學系，3年後畢業並馬上在同學院生物化學系的阿什·哥納之下工作，跟路易·賴卡特及安東尼·R·亨特一同作業。翌年生物學家弗儂·恩格林的一個演講引起亨特對血紅素合成的興趣，因此他於1966年一個關於血紅素合成的研討會上，成功說服血液學家歐文·倫敦允許他從7月至10月，在其位於紐約市埃爾伯特愛因斯坦醫學院的實驗室工作。在他的博士導師阿什·哥納的指導下，亨特的博士研究專注於兔子的網狀紅血球（即未完全發育的紅血球）中的血紅素合成；他在1968年獲得博士學位。

## 研究工作
得到博士學位後，亨特返回紐約歐文·倫敦的實驗小組，跟其他成員一同發現小量氧化了的穀胱甘肽（即GSSG）便足以抑制網狀紅血球合成蛋白質的能力，以及雙鏈核糖核酸（雙鏈RNA）完全制止了蛋白質合成。回到劍橋大學後，他與安東尼·亨特和理查德·傑克遜一起工作。二人較早前發現了啟動血紅素合成的核糖核酸（RNA），即如今科學界認識的甲硫胺酸-轉運核糖核酸複合體。3至4年後，三人再發現最少兩個能夠抑制血紅素合成的化學物。
此外，亨特也定期在夏天於麻薩諸塞州海洋生物學實驗室工作。1982年夏，他在海洋生物學實驗室以其中一種海膽Arbacia punctulata為模式生物，在其卵子內發現週期素（cyclin）；這名稱源於亨特愛好騎單車，以及週期素水平的週期性轉變。
週期素是一種蛋白質，在調節細胞週期中起關鍵作用。亨特發現卵子受精後開始合成週期素，其水平間期期間一直上升，直至於有絲分裂途中急跌。細胞週期完結，一個細胞分裂作兩個後，此過程會再度循環。他在脊椎動物細胞中也發現了週期素，其角色同樣為調節細胞週期。亨特和團隊後來證實週期素與一蛋白激酶家族結合並活化後者，這蛋白激酶家族今天被稱作周期蛋白依賴性激酶（CDK），值得一提的是另一位2001年諾貝爾生理學或醫學獎得主保羅·納斯則肯定了其中一種CDK對調控細胞週期的重要性。週期素在所有生物（除了細菌）至關重要，因此研究其運作能增進對人體腫瘤生長的了解。
1990年起，亨特於英國帝國癌症研究基金會（今英國癌症研究基金會轄下倫敦研究所）進行為何正常細胞會變成癌細胞的研究，專注於為何細胞內的抑制訊號被關掉，繼而令其無法控制的生長。直至2010年退休前，他在基金會的克萊爾堂實驗室設有其專屬實驗室與團隊。退休後，他成為弗朗西斯·克里克研究所的榮休科學家。亨特也是邵逸夫生命科學與醫學獎遴選委員會委員之一。

## 獎項與榮譽

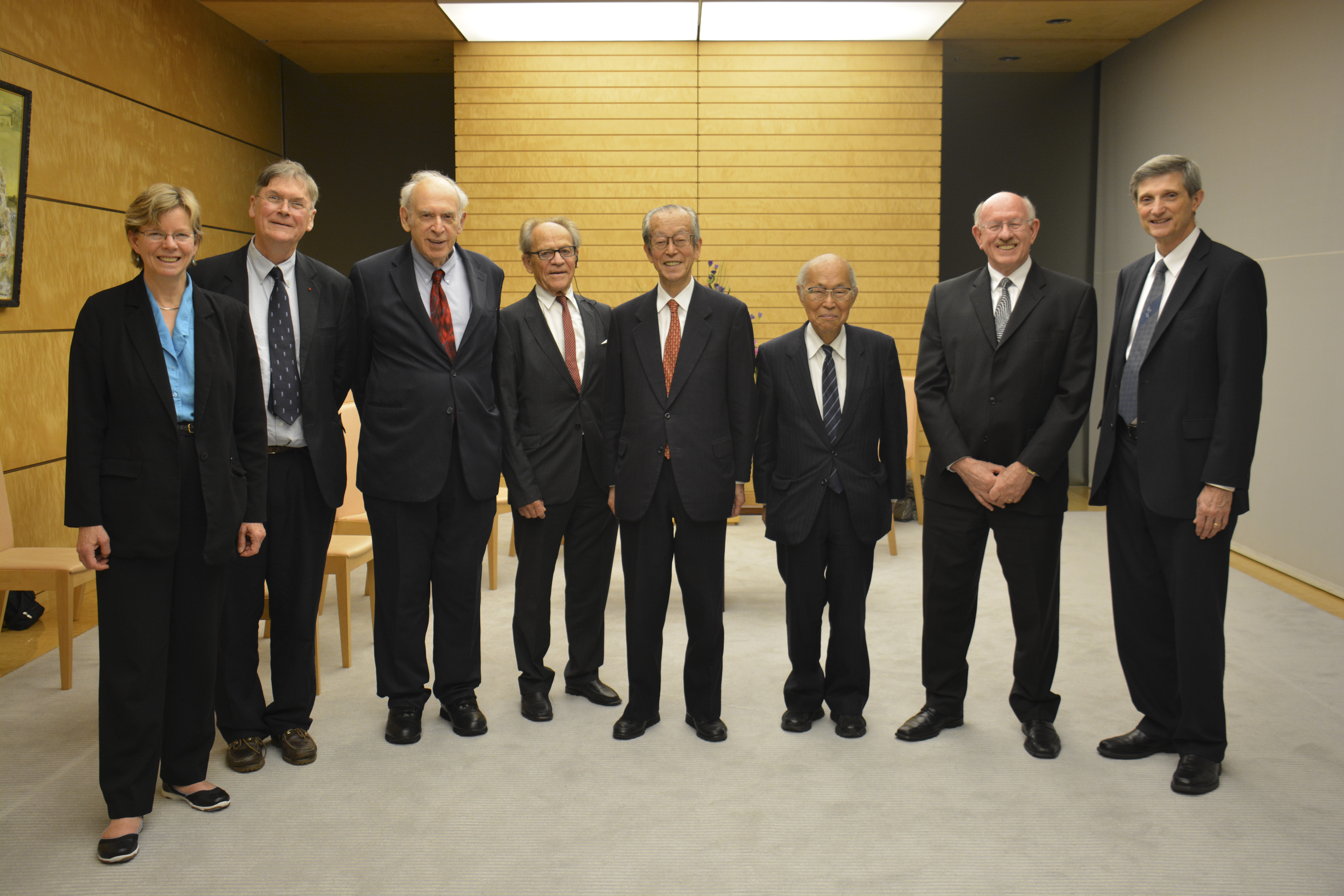
with Cherry A. Murray, 杰尔姆·弗里德曼, 托斯坦·威泽尔, 尾身幸次, 有馬朗人, Jonathan M. Dorfan and Robert Baughman

亨特於1978年獲選為歐洲分子生物學組織成員，並在1990至93年間擔任研究撥款評委會會員。從2004至2009年，他是歐洲分子生物學組織理事會成員。其他院士榮譽包括1991年獲選為皇家學會院士，1998年獲選為英國醫學科學院院士，以及1999年成為美國國家科學院外籍院士。
鑑於亨特 利蘭·哈特韋爾和保羅·納斯分別發現週期素跟CDK在調節細胞週期中的角色，三人於2001年一同獲得諾貝爾生理學或醫學獎。諾貝爾委員會特別提及亨特「發現週期素週期性的被降解，而此機制後來也被證實對控制細胞週期非常重要」。
2003年，亨特成為愛丁堡皇家學會榮譽院士。2006年，他獲頒每年只授予兩人的皇家學會皇家獎章。同年，他在英女王壽辰當天獲封為下級勳位爵士，不過後來則表示自己很少使用「爵士」名銜。

## 個人生活
亨特的配偶是同樣為劍橋大學校友的瑪麗·柯林斯，她本身是免疫學教授。2016年起，她擔任新成立的沖繩科學技術大學院大學的副校長（研究）。

## 爭議
2015年，亨特涉及一項貶低女性科學家的爭議。他在首爾舉行的國際科學記者會議上祝酒時，提及自己是一個大男人主義者，以及當女性在實驗中工作時，「三件事情可能發生：你愛上她們、她們愛上你、她們受批評時哭。」亨特事後被倫敦大學學院要求辭去生命科學學院榮譽教授一職，但倫敦大學學院的處理亦引起質疑。